# Metal Gear Acid
 (mars 2017).
Si vous disposez d'ouvrages ou d'articles de référence ou si vous connaissez des sites web de qualité traitant du thème abordé ici, merci de compléter l'article en donnant les références utiles à sa vérifiabilité et en les liant à la section « Notes et références ».
Metal Gear Acid est un jeu vidéo de stratégie au tour par tour développé et édité par Konami en 2004 sur PlayStation Portable.
Dérivé de la série Metal Gear, le titre se présente comme un jeu de cartes mêlant stratégie et hasard.
Cependant, les jeux Metal Gear Acid ne s'inscrivent pas dans la trame principale de la saga.

## Scénario
Le vol 326, un avion transportant 517 passagers, dont le Sénateur Hatch, candidat aux futures élections présidentielles américaines, est détourné en plein vol. Un gaz toxique, le bromure de vécuronium, est utilisé pour paralyser progressivement tous les passagers, ce qui ne laisse pas beaucoup de temps aux autorités pour satisfaire la seule exigence du pirate de l'air : qu'on lui livre "Pythagoras".
Après des recherches effectuées par le gouvernement américain sur la signification du mot "Pythagoras", ils ont découvert qu'il s'agissait du nom donné à un projet de recherche prenant place sur l'île de Lobito, appartenant à la République de Moloni, un petit pays du sud de l'Afrique.
La mission de Snake consiste donc, dans un premier temps, à infiltrer cette île et à y découvrir ce qu'est exactement "Pythagoras"...

## Signification du nom
Le nom Metal Gear Acid (ou Ac!d) aurait trois significations possibles :
- Le terme Acid ferait référence à la césure brutale avec les autres jeux de la série des Metal Gear de par le gameplay totalement différent de cet opus.
- Le terme Acid ferait aussi référence au gaz utilisé pour la prise d'otage dans l'avion, le bromure de vécuronium.
- Le terme Acid serait aussi un acronyme de Active Command Intelligence Duel qui fait bien évidemment référence au système innovant de combat de ce jeu.

## Les personnages
- Solid Snake : Personnage principal du jeu, c'est un mercenaire légendaire et ancien membre de l'unité FOXHOUND. Actuellement à la retraite, il s'est soustrait à ses anciennes obligations.

- Teliko Friedman : second personnage jouable, cette jeune femme issue d'une mère japonaise et d'un père américain (Collin Friedman, décédé) est un soldat dans l'unité des forces spéciales HRT, et a déjà travaillé sous les ordres de Roger Mc Coy. Son véritable nom est "Teruko", mais lors de son entrée dans les forces spéciales HRT elle fut enregistrée en tant que "Teliko" et décida de le laisser tel quel.

- Roger Mc Coy
- Garry Murray
- Alice Hazel
- Lieutenant Leone

## Accueil
Metal Gear Acid a reçu la note de 5/10 par Gamekult.